# Busch Gardens Williamsburg
Busch Gardens Williamsburg est un parc d'attractions situé dans le comté de James City, en Virginie, à 5 km au sud-est de Williamsburg sur le thème du continent européen (The old country). Il appartient au groupe SeaWorld Parks & Entertainment, lui-même détenu The Blackstone Group.

## Histoire
Ouvert depuis le 5 mai 1975, il est installé à côté de la brasserie d'Anheuser-Busch et ne devait au départ qu'agrémenter son biergarten. Le parc combine des attractions et des spectacles dignes de Broadway.

## Engagements
Busch Gardens s’est engagé à la conservation et la protection des animaux et de la nature. La réserve Jack Hanna's Wildlife abrite de nombreuses espèces dont des loups et des pygargues à tête blanche. Partenaire avec SeaWorld via la "SeaWorld & Busch Gardens Conservation Fund" le parc fait en sorte de protéger son environnement. Pour exemple, le parc recycle environ 500 tonnes de déchets chaque année. Tous les documents tels que les brochures, les plans et les guides de spectacles sont fabriqués avec des matériaux recyclés.

## Évènements spéciaux
- Les Summer Nights accueillent des concerts de chanteurs nationaux de rock et de country.
- Les Howl-O-Scream débutent mi-septembre et durent jusqu'à la fin octobre. Pendant cette période, le parc se met aux couleurs d'halloween.
- Here’s to the Heroes est un programme initié en 2005

## Les zones du parc
Busch Gardens Williamsburg est divisé en neuf zones nommées « hameaux » et qui représentent des coins d'Europe.
Le Skyride permet de faire voyager les visiteurs entre les différentes zones du parc.
- Banbury Cross - Sur le thème de l’Angleterre, c’est la zone d’entrée. On y trouve une réplique du Théâtre du Globe de Shakespeare et de Big Ben.

- Heatherdowns - L’Écosse avec pour attraction principale, le monstre du Loch Ness.

- Killarney - L’Irlande qui fut connu sous le nom Hasting. Cette zone accueille quelques spectacles comme Emerald Beat ou Secrets of Castle O'Sullivan.

- San Marco - L'Italie représentée par sa période Renaissance. On y trouve le jardin des inventions de Leonard de Vinci.

- Festa Italia - Encore une zone consacrée à l’Italie où c'est cette fois le grand Marco Polo qui est à l’honneur. Comme si on fêtait son retour de Chine.

- Rhinefeld - Basé sur l'Allemagne, cette zone accueille une aire de jeux pour enfants nommée Land of the dragons.

- Oktoberfest  - Les fameuses fêtes de la bière bavaroises sont mises à l'honneur. Le tout dans un style très festif, la zone comprend attractions, spectacles et points restaurations où nourriture américaine et allemande se côtoient.

- Aquitaine - Une zone consacrée à la France avec de nombreuses boutiques et le royal palace Theater.

- New France - La seule zone qui ne représente pas un pays du continent européen. Le Canada fait le lien entre le continent américain et la culture d'une colonie Européenne.

## Les attractions

### Les montagnes russes

#### En fonction
| Nom de l'attraction     | Type                               | Constructeur                 | Année d'ouverture |
| ----------------------- | ---------------------------------- | ---------------------------- | ----------------- |
| Alpengeist              | Montagnes russes inversées         | Bolliger & Mabillard         | 1997 (22 mars)    |
| Apollo's Chariot        | Hypercoaster                       | Bolliger & Mabillard         | 1999 (27 mars)    |
| DarKoaster              | Montagnes russes lancées           | Intamin                      | 2023 (19 mai)     |
| InvadR                  | Montagnes russes en bois           | Great Coasters International | 2017 (7 avril)    |
| Griffon                 | Machine plongeante                 | Bolliger & Mabillard         | 2007 (18 mai)     |
| Grover's Alpine Express | Montagnes russes assises           | Zierer                       | 2009              |
| Loch Ness Monster       | Montagnes russes en métal          | Arrow                        | 1978              |
| Tempesto                | Montagnes russes assises           | Premier Rides                | 2015              |
| Verbolten               | Montagnes russes enfermées lancées | Zierer                       | 2012              |
| Pantheon                | Montagnes russes lancées           | Intamin                      | 2022              |

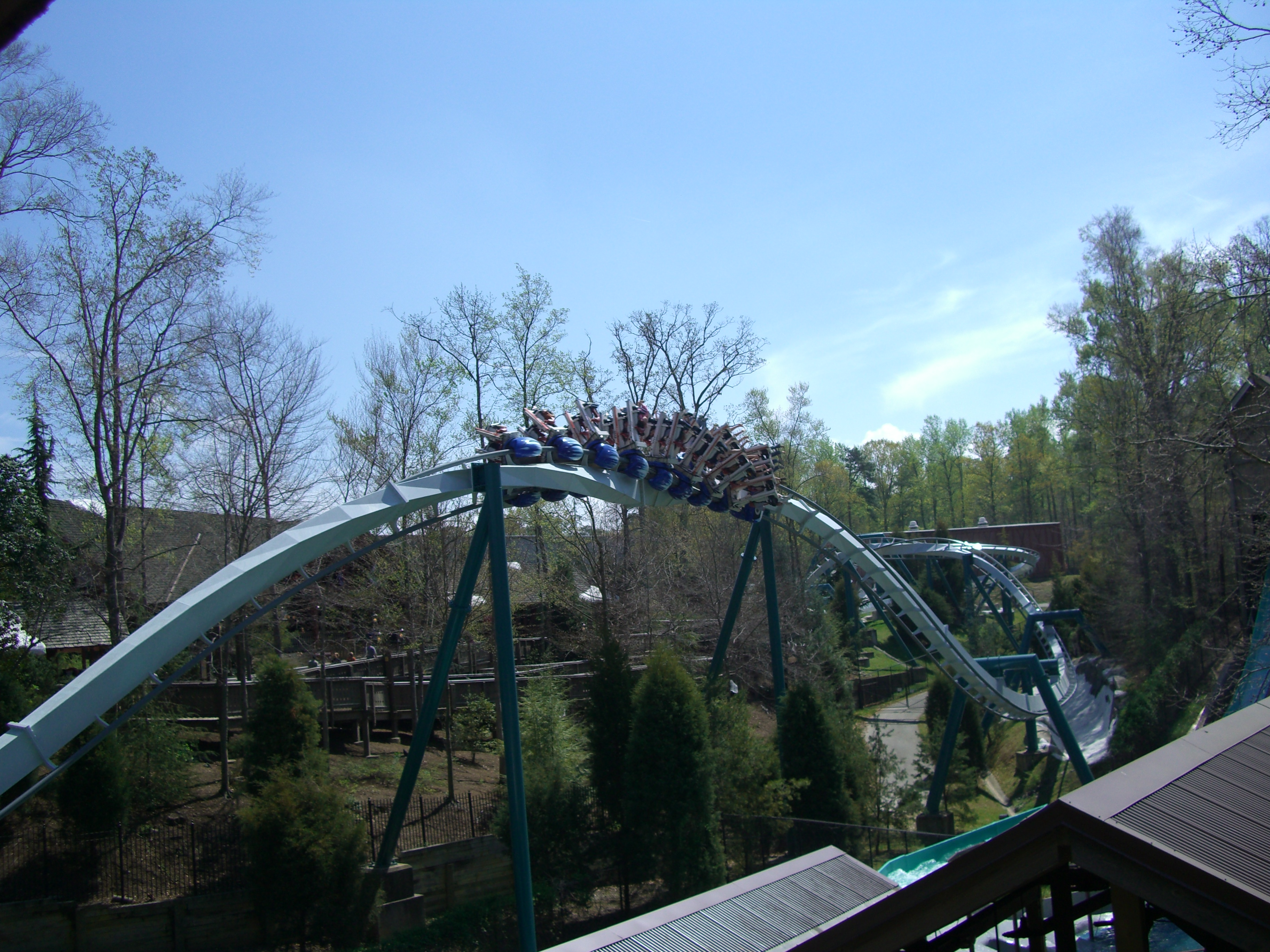
Alpengeist
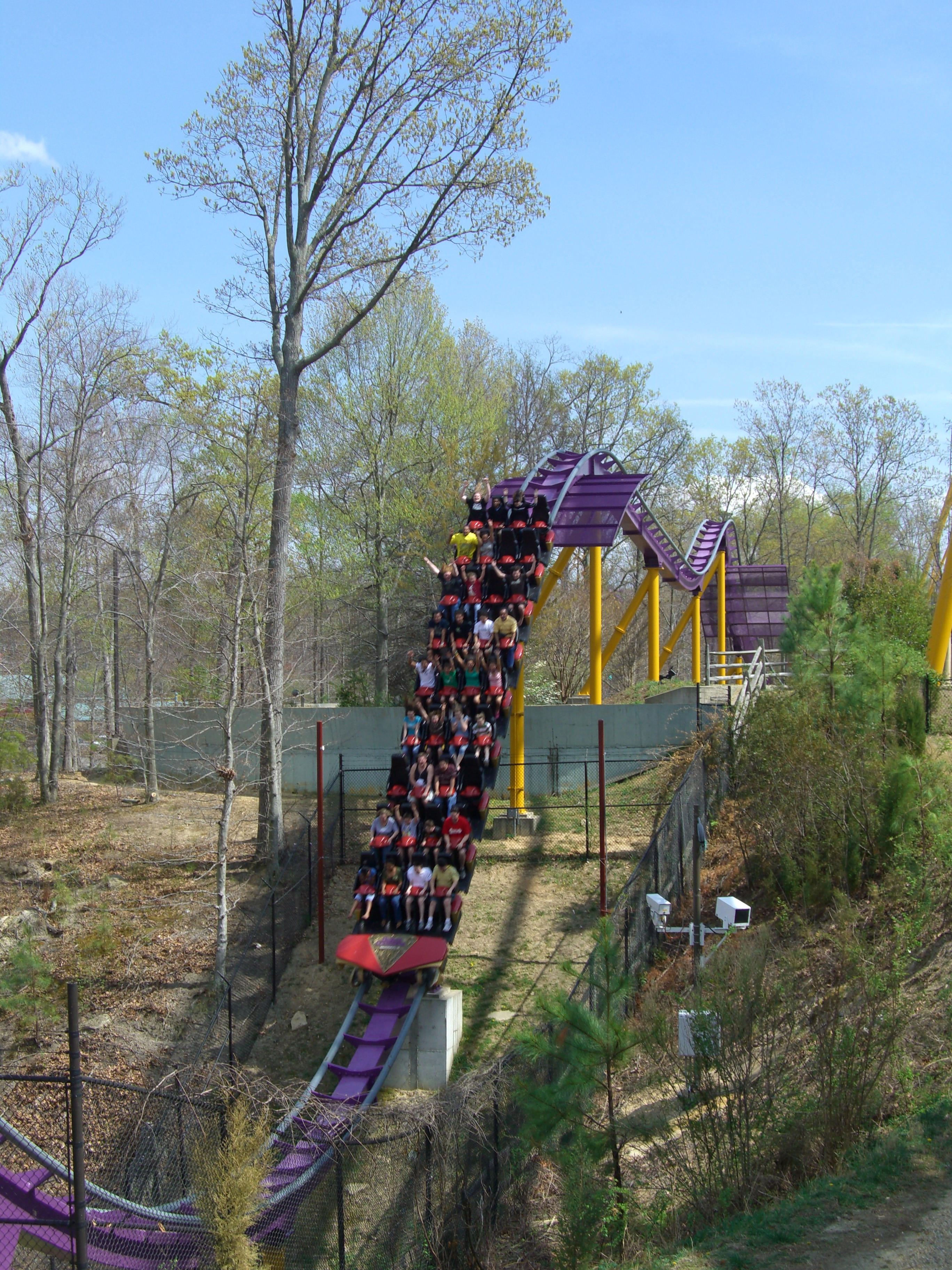
Apollo's Chariot
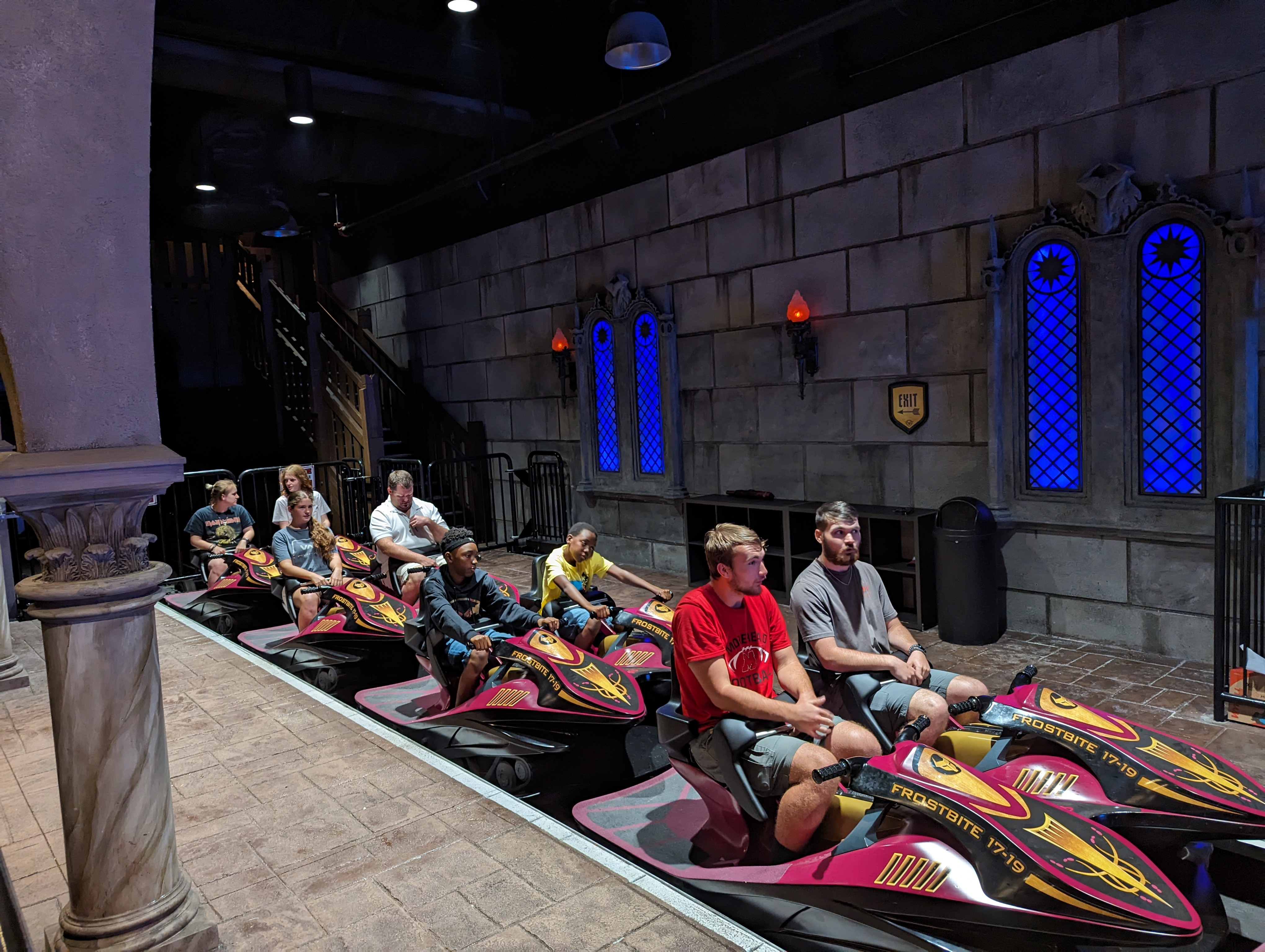
DarKoaster
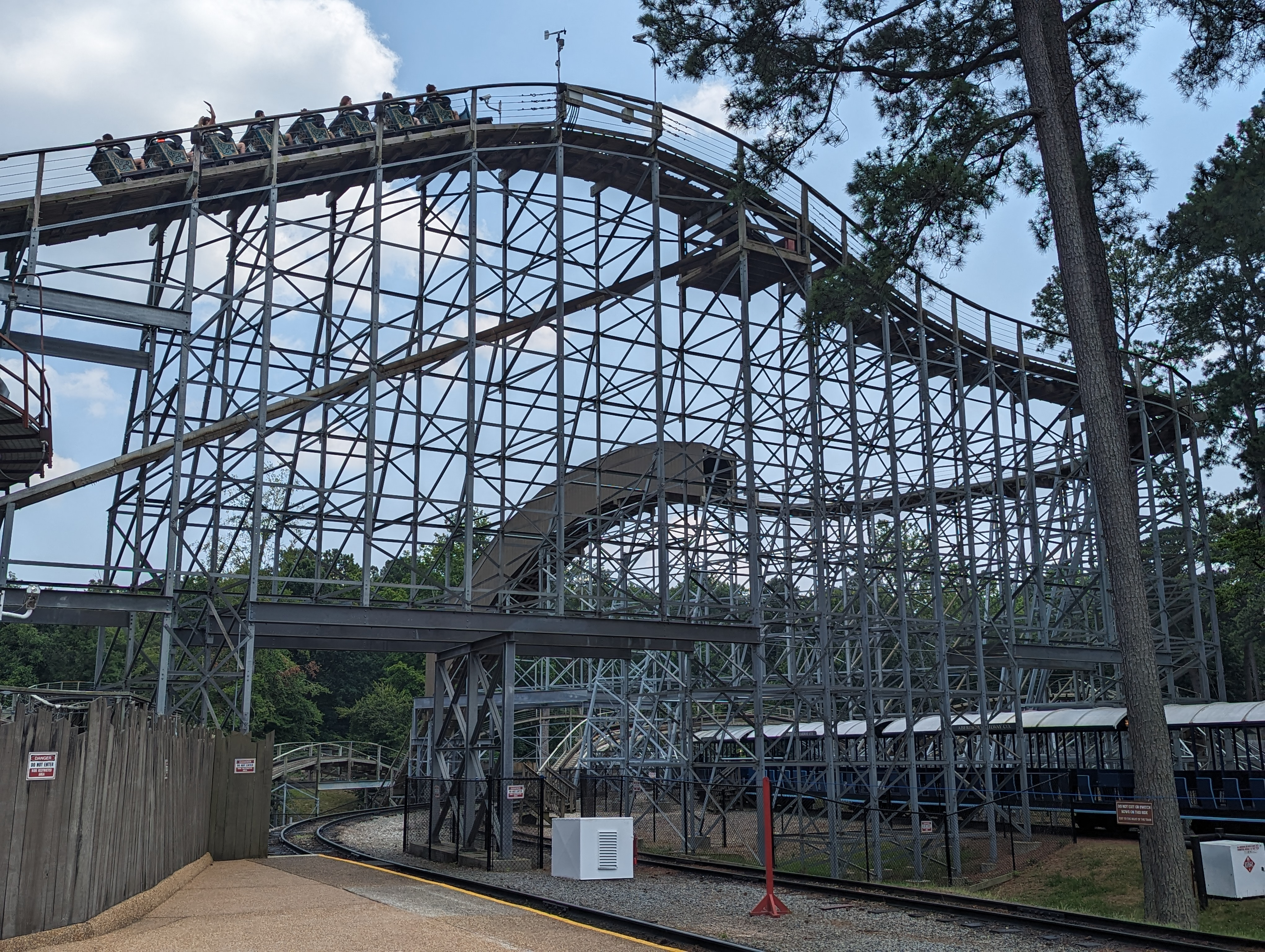
InvadR
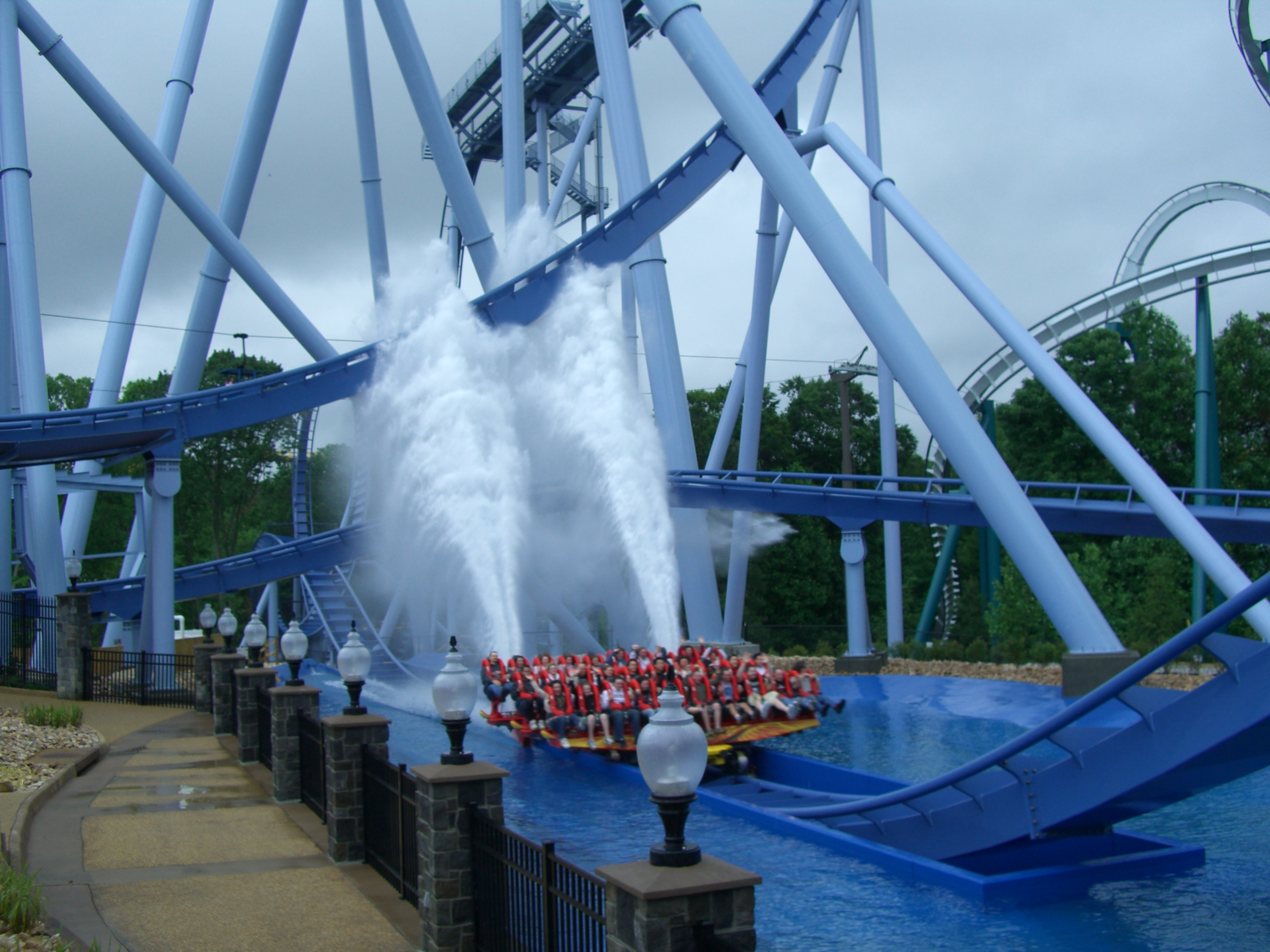
Griffon
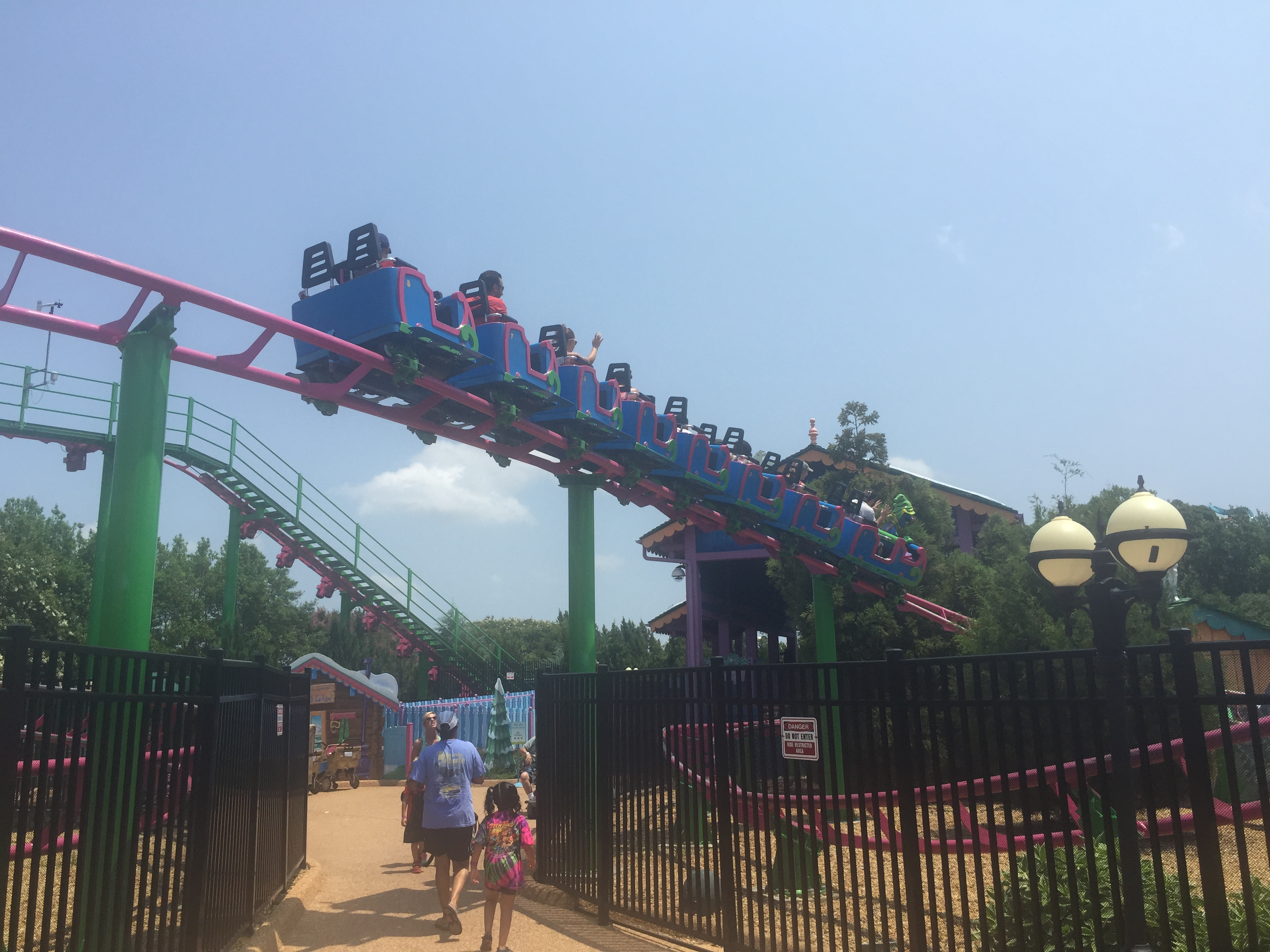
Grover's Alpine Express
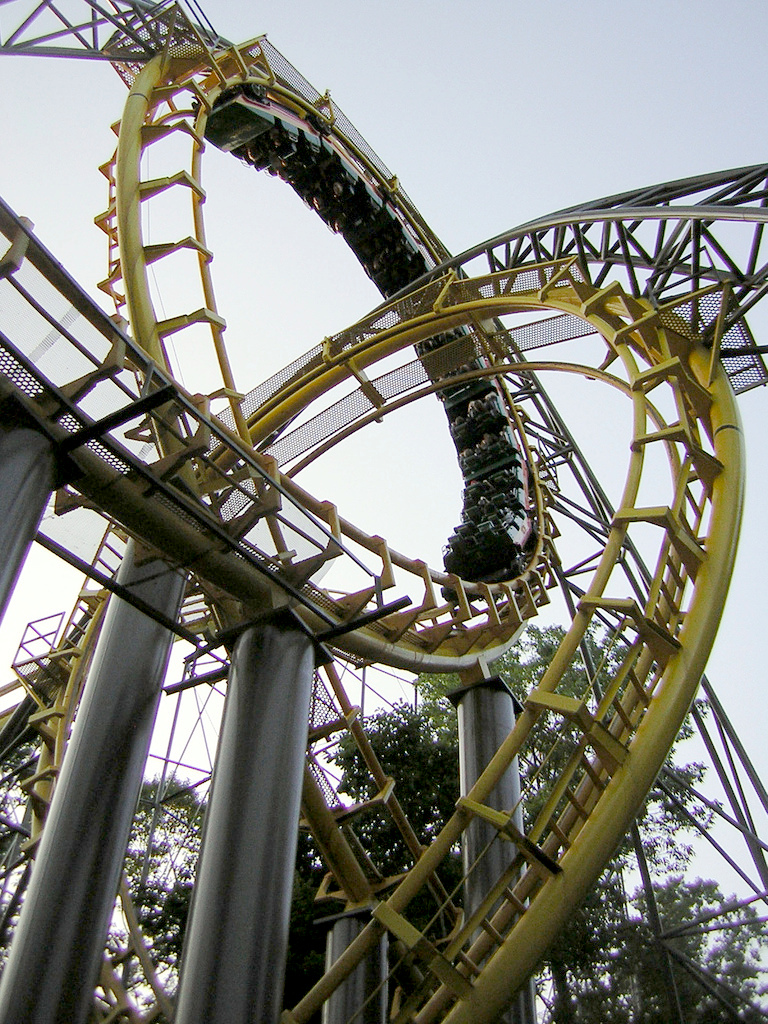
Loch Ness Monster
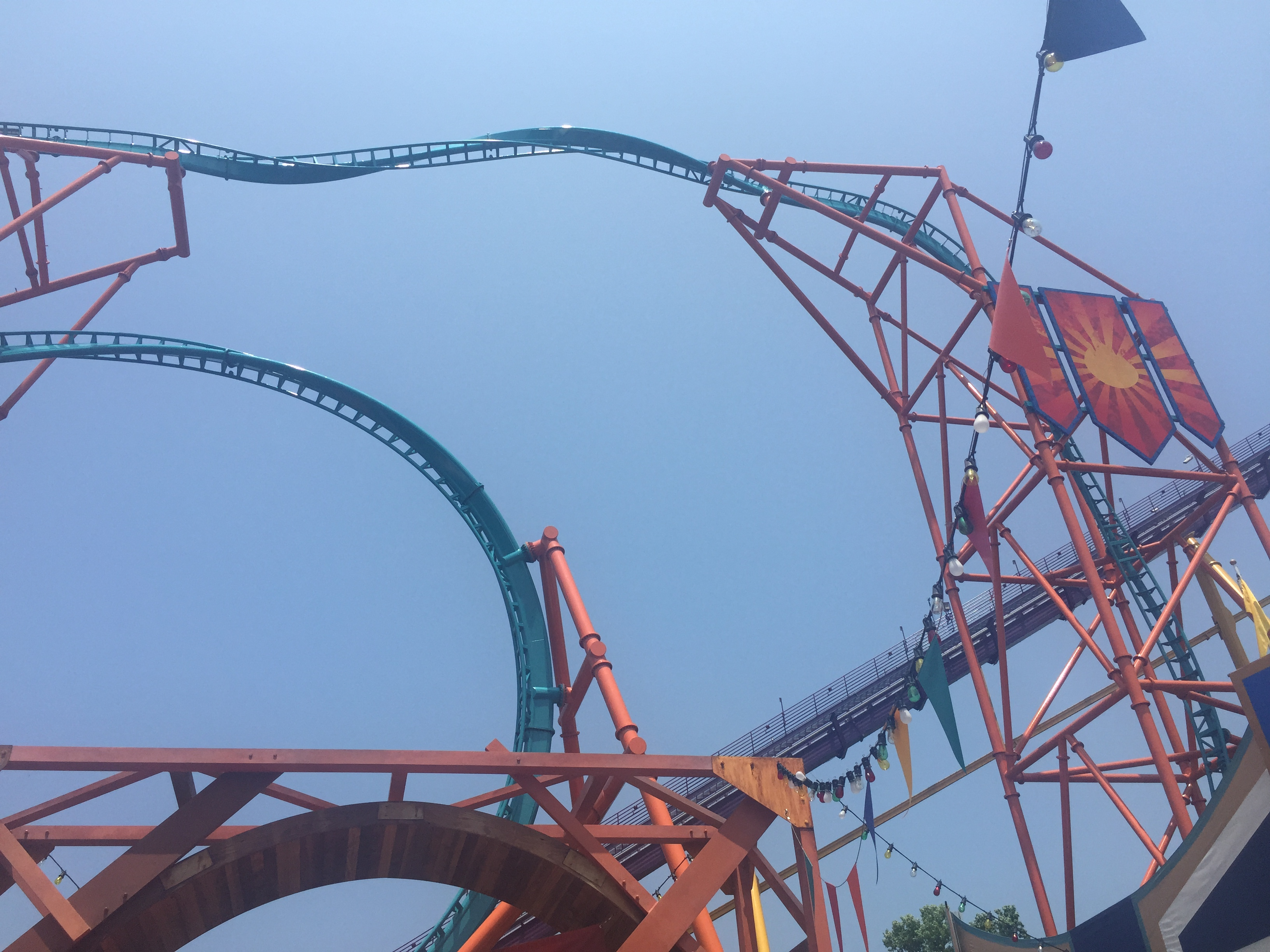
Tempesto
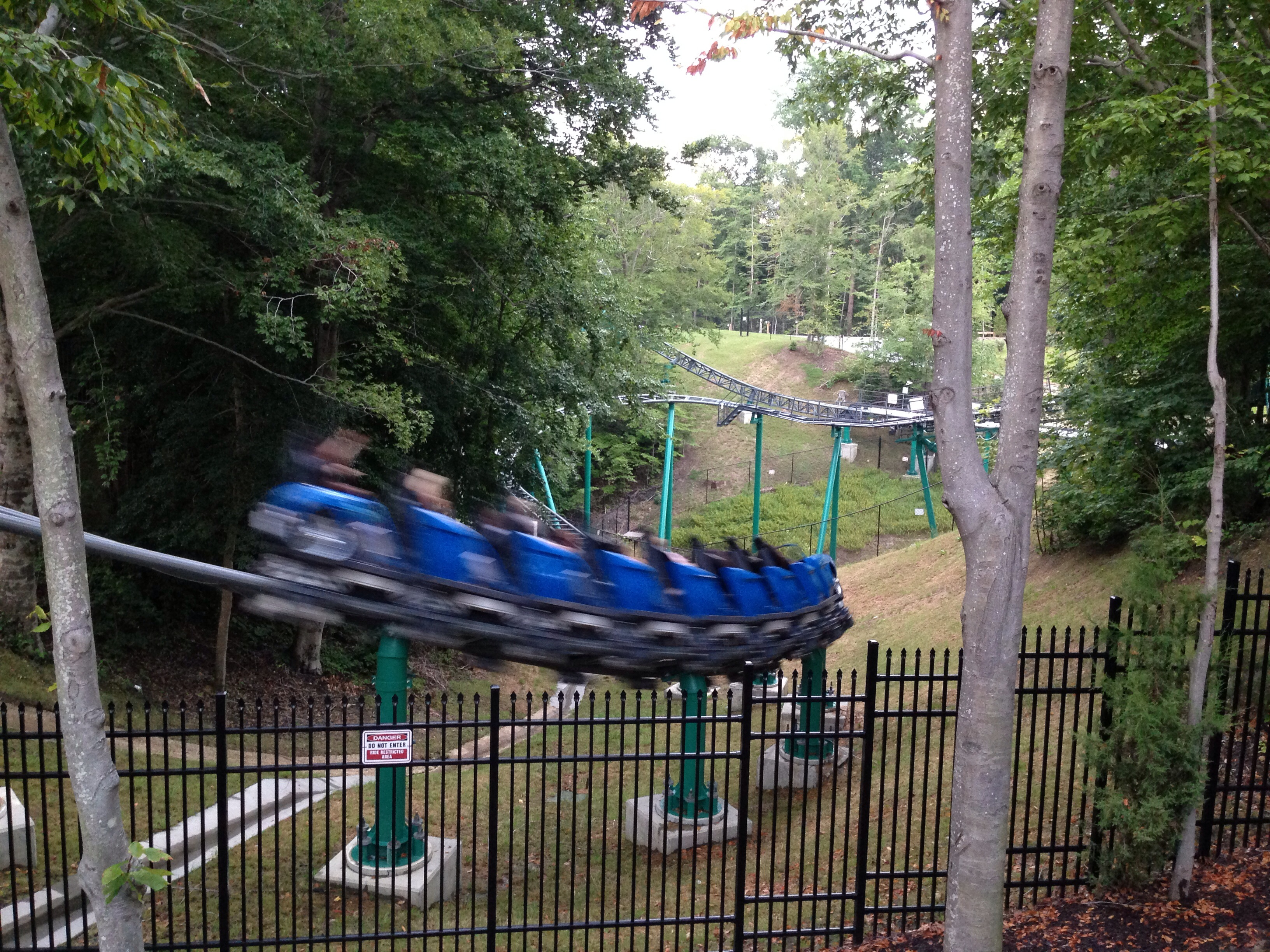
Verbolten
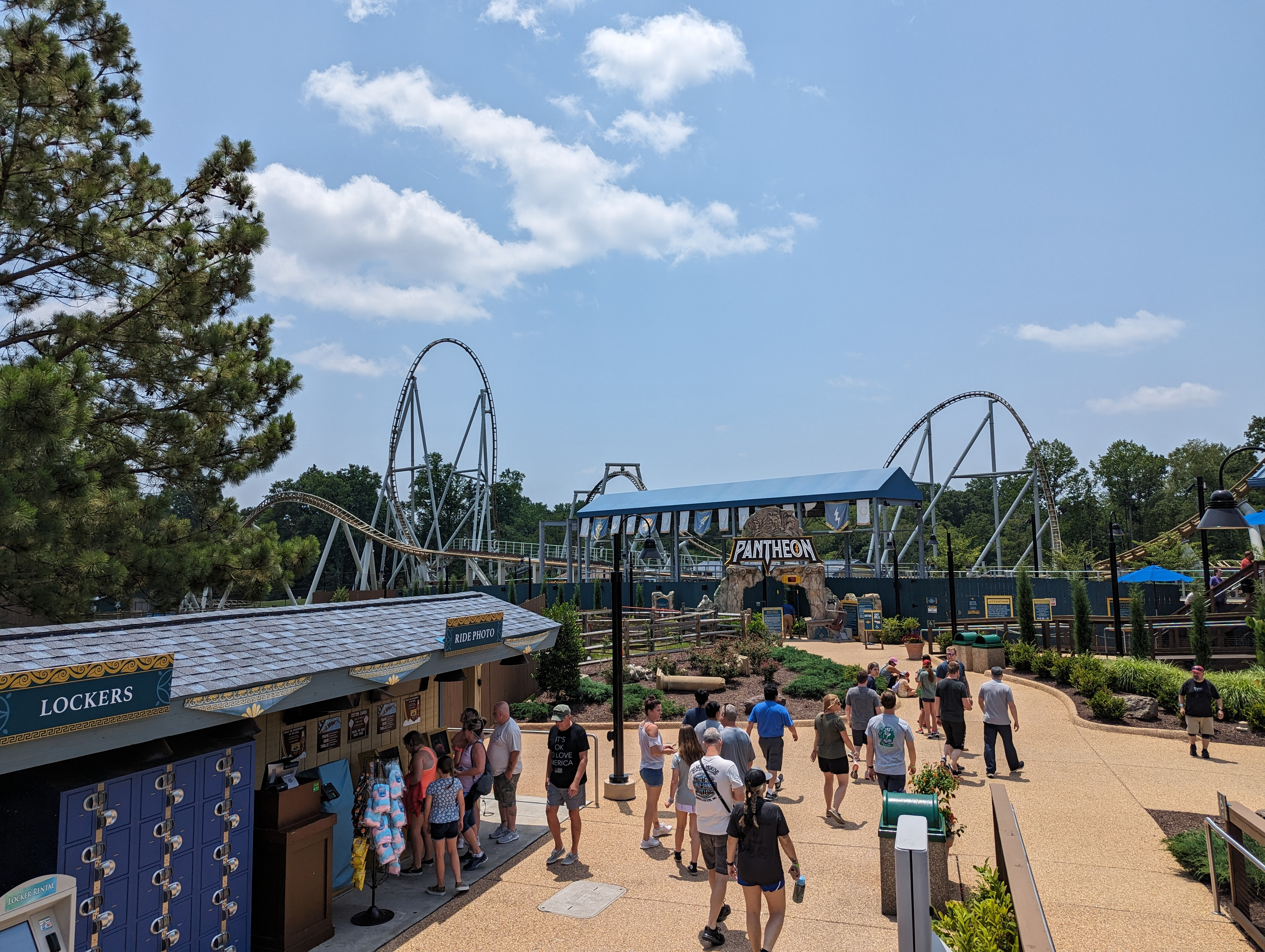
Pantheon

#### Disparues
- Big Bad Wolf (1984-2009) remplacé par Verbolten
- Das Kätzchen (1976-1984)
- Die Wildkatze (1976-1983) remplacé par Big Bad Wolf
- Drachen Fire (1992-2002)
- Glissade (1975-1985) remplacé par Wilde Maus
- Wilde Maus (1996-2003) déplacé à Busch Gardens Africa et installé sous le nom Cheetah Chase.

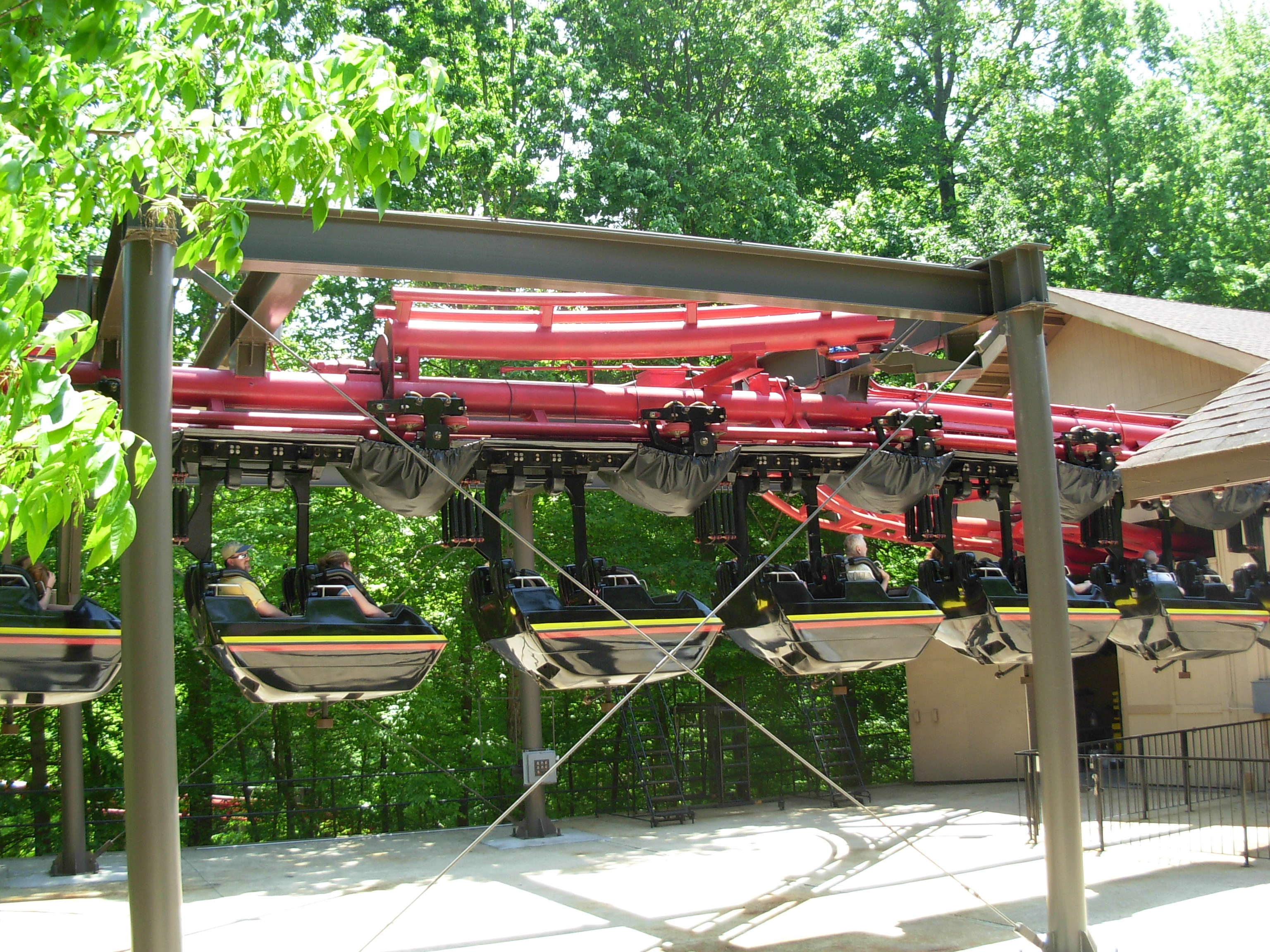
Big Bad Wolf
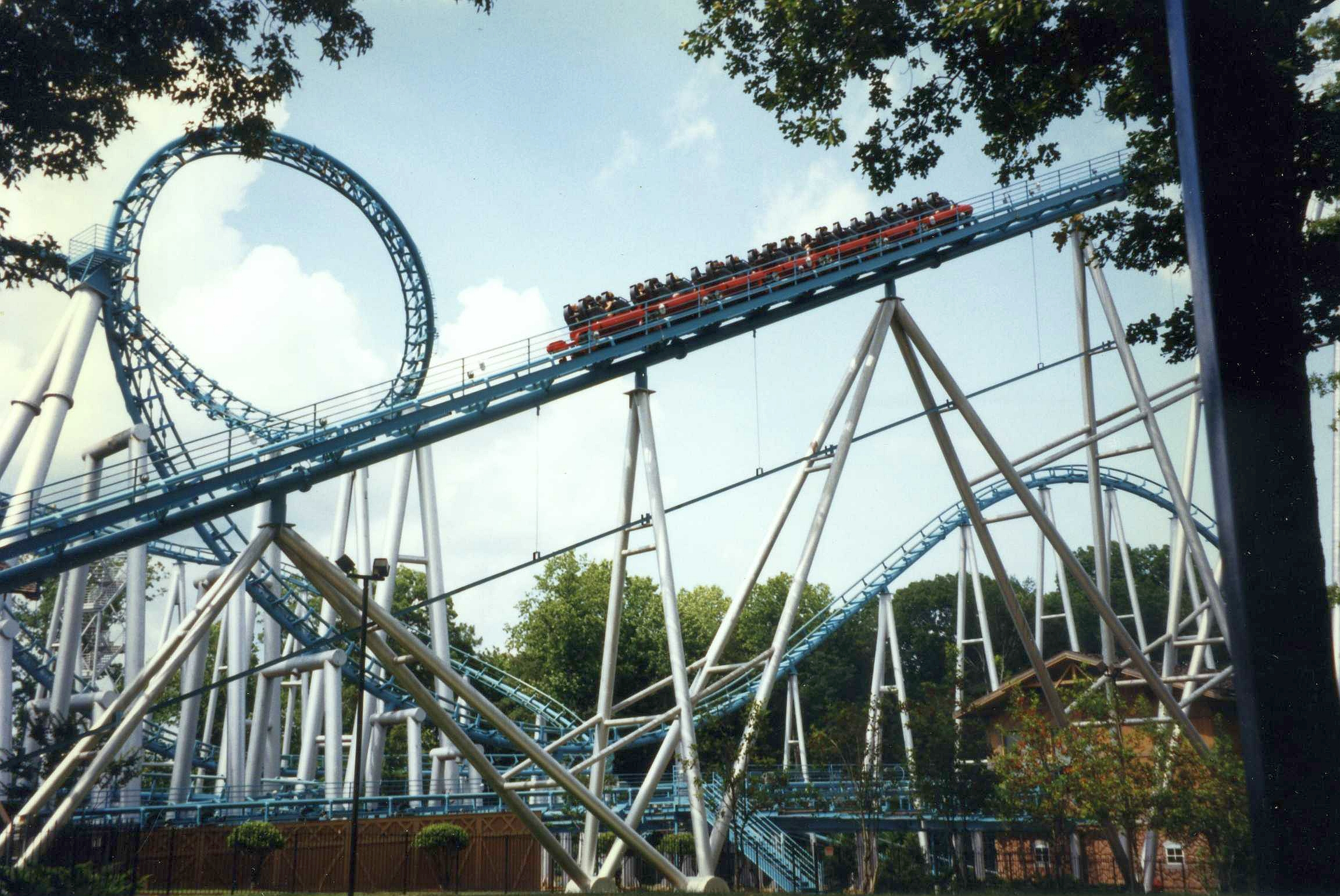
Drachen Fire
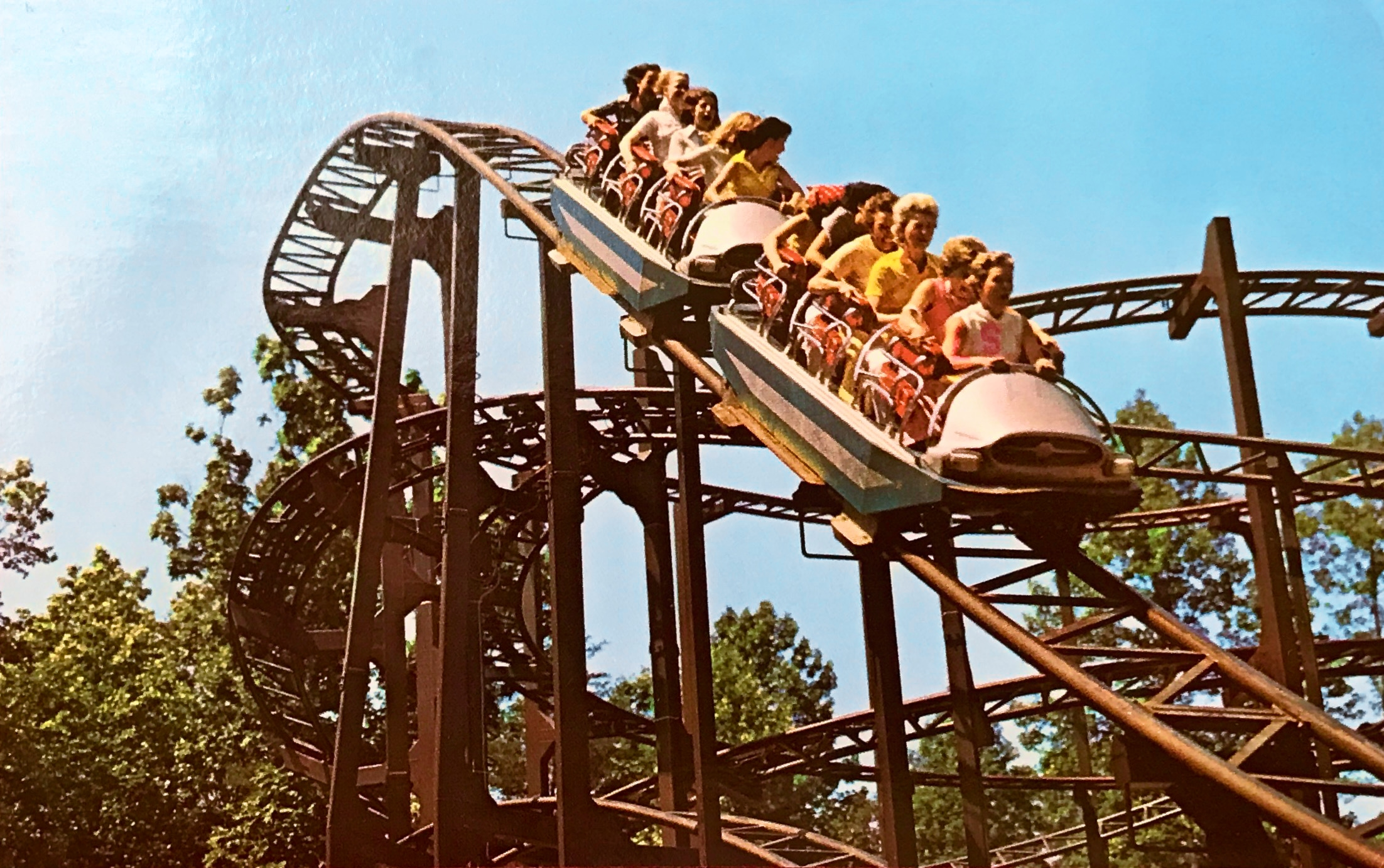
Glissade
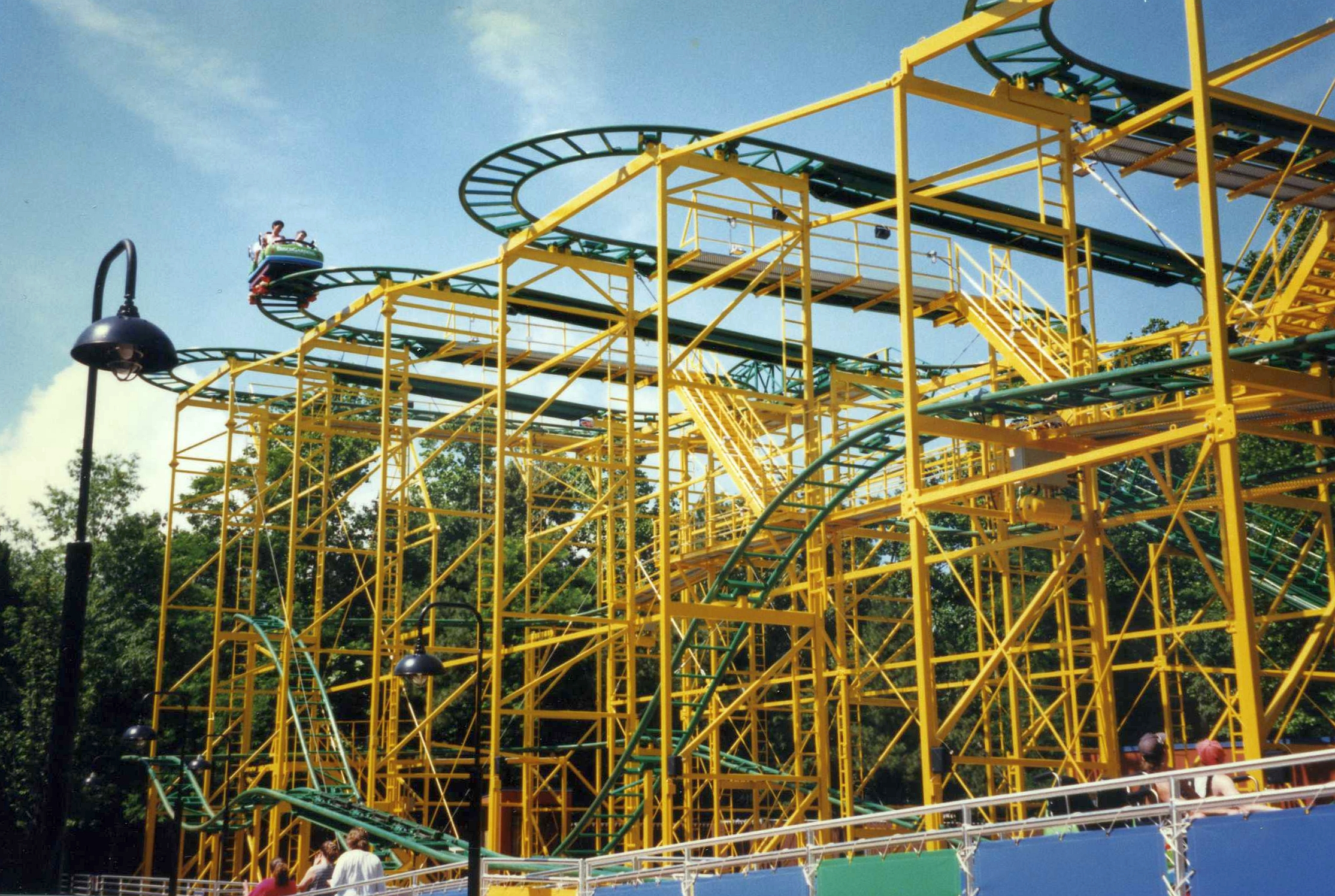
Wilde Maus

### Les attractions aquatiques
- Escape from Pompeii - Shoot the Chute (1996)
- Le Scoot Log Flume - Bûches (1975)
- Roman Rapids - Rivière rapide en bouées (1988)
- Rhine River Cruise  - Croisière en bateau

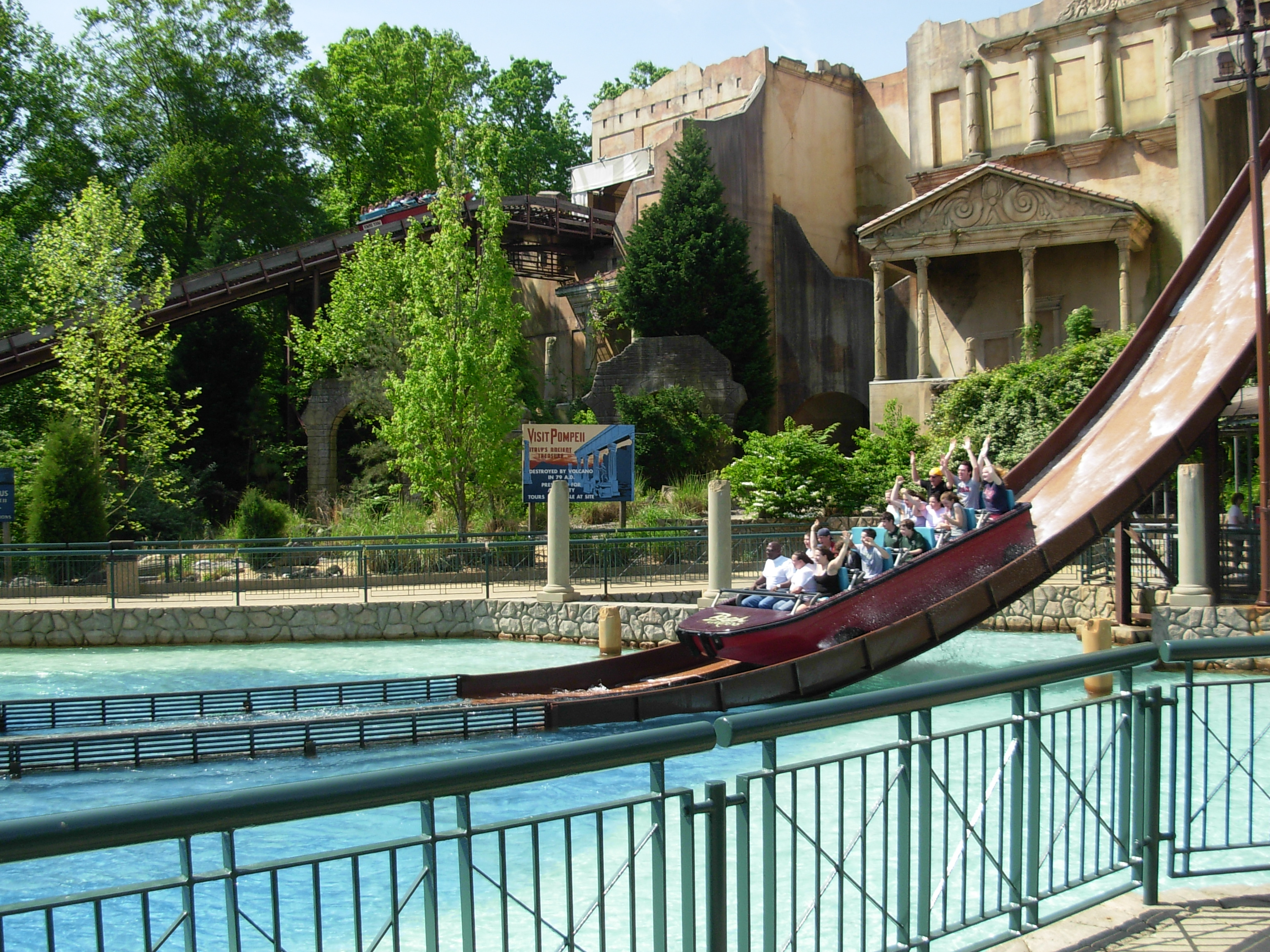
Escape from Pompeii
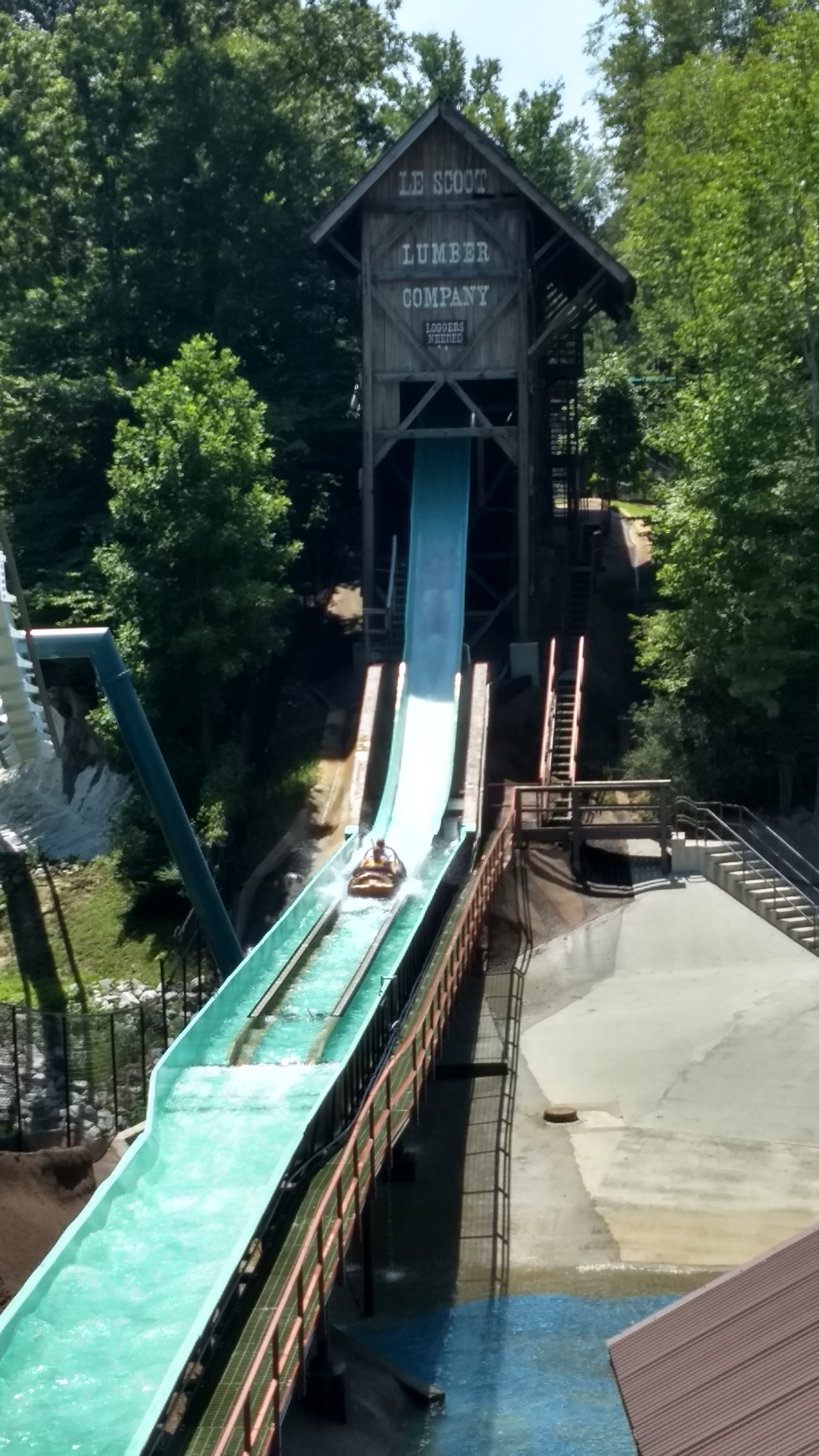
Le Scoot Log Flume
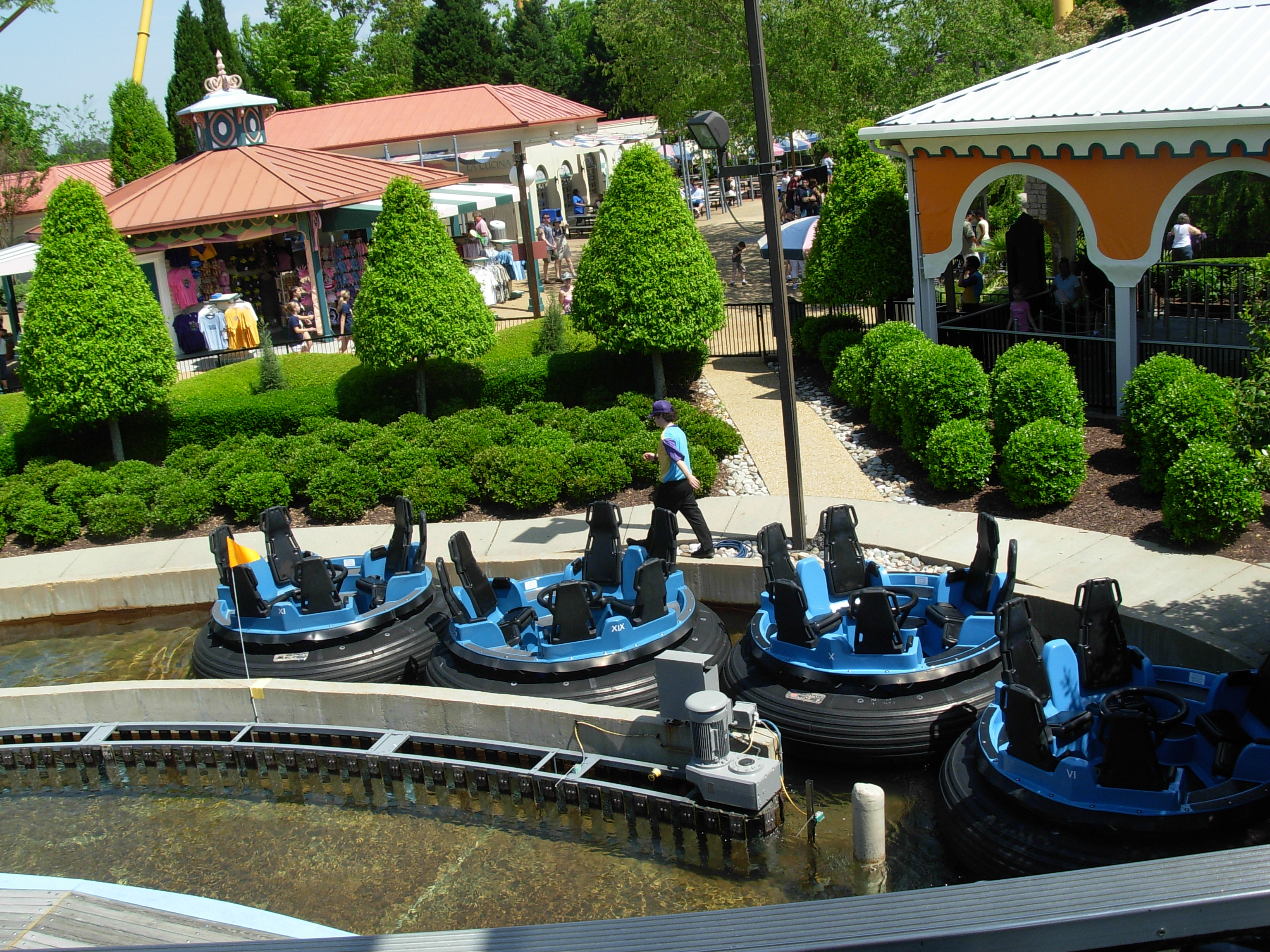
Roman Rapids

### Autres attractions
- Battering Ram - Bateau à bascule (1981) Intamin
- Corkscrew Hill - Cinéma 4D (2001)
- DaVinci's Cradle - Tapis volant (1983) Zierer
- Der Katapult - Eli Bridge Company
- Der Wirbelwind - Chaises volantes Zierer
- Die Autobahn - Autos tamponneuses
- European Steam Locomotive - train
- Kinder Karussel - Carrousel
- Mäch Tower - Tour de chute de Moser's Rides (2011)
- R.L. Stine's Haunted Lighthouse - (2003)
- Red Baron
- Skyride - Téléphérique
- The Flying Machine - Tivoli
- Tradewind - Music Express Mack Rides
- Turkish Delight - Tasses Mack Rides

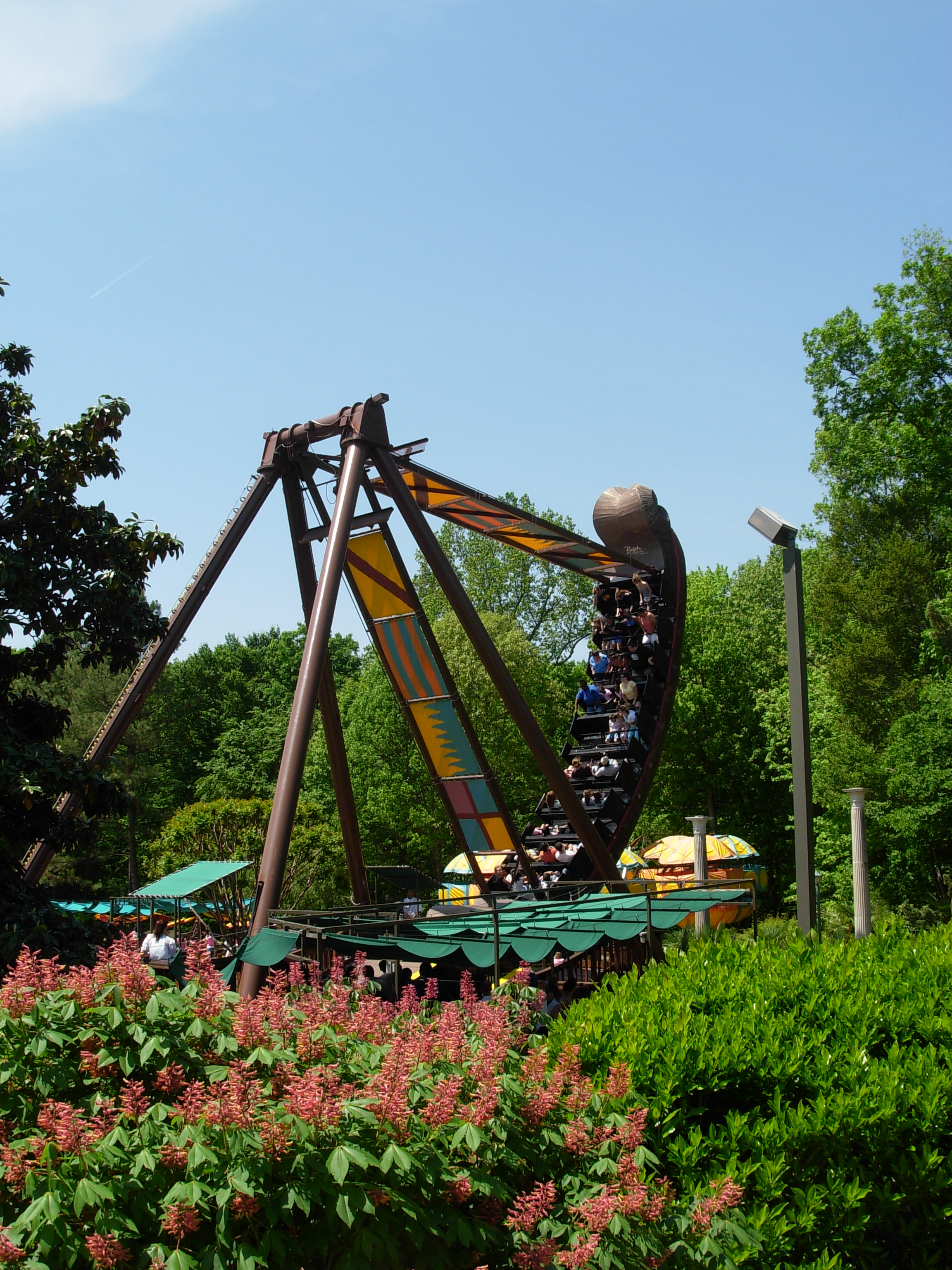
Battering Ram
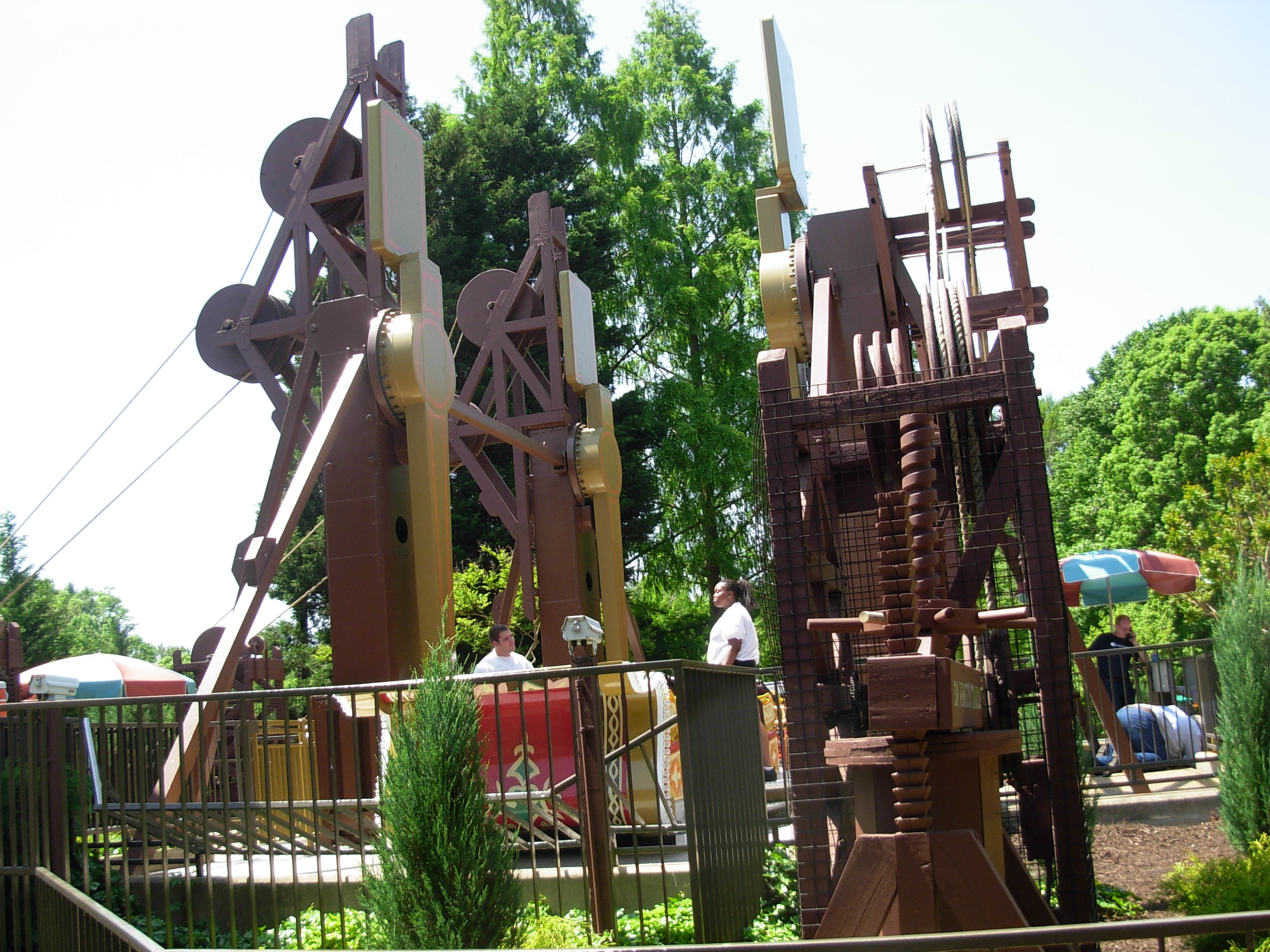
DaVinci's Cradle
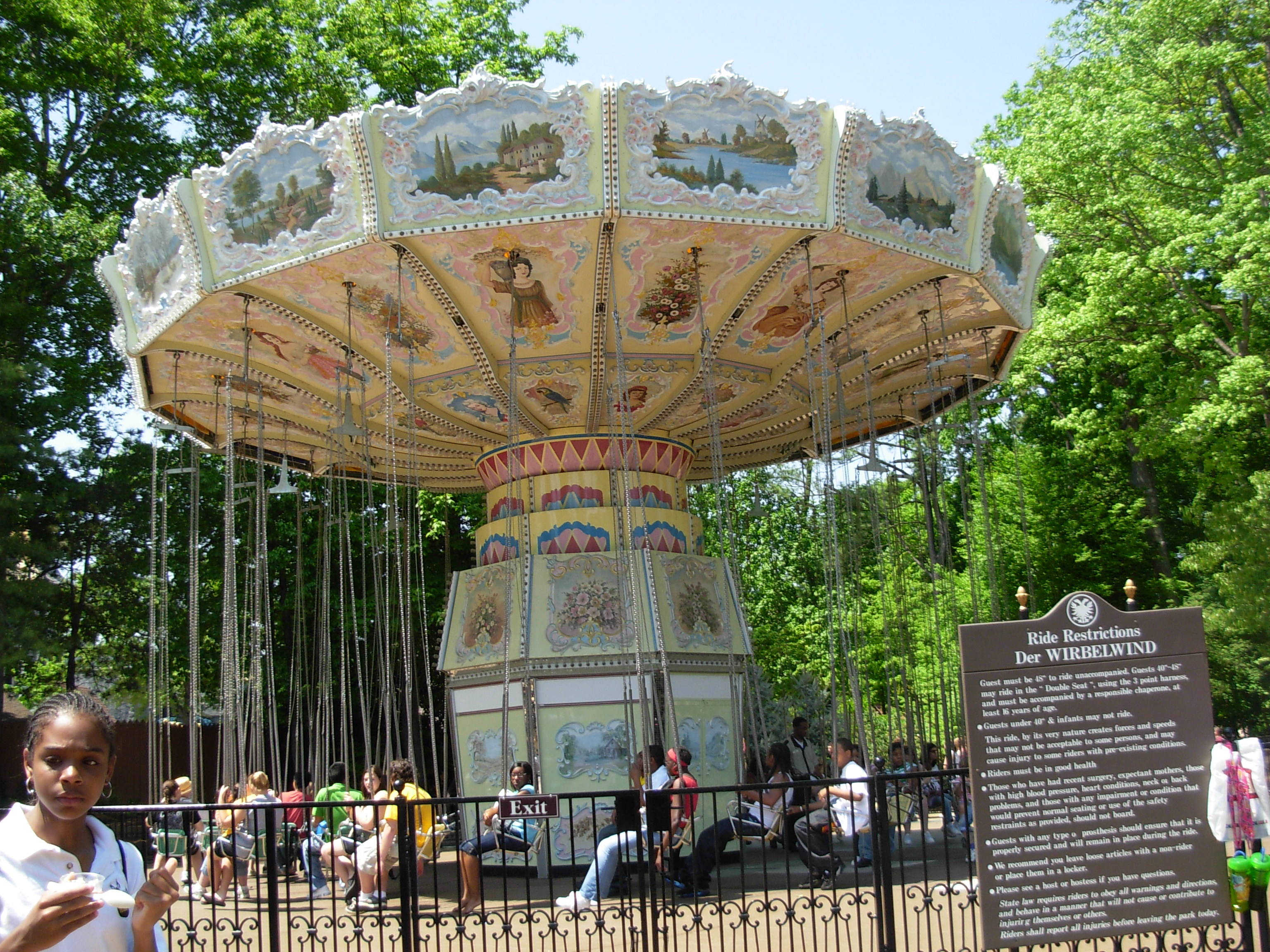
Der Wirbelwind
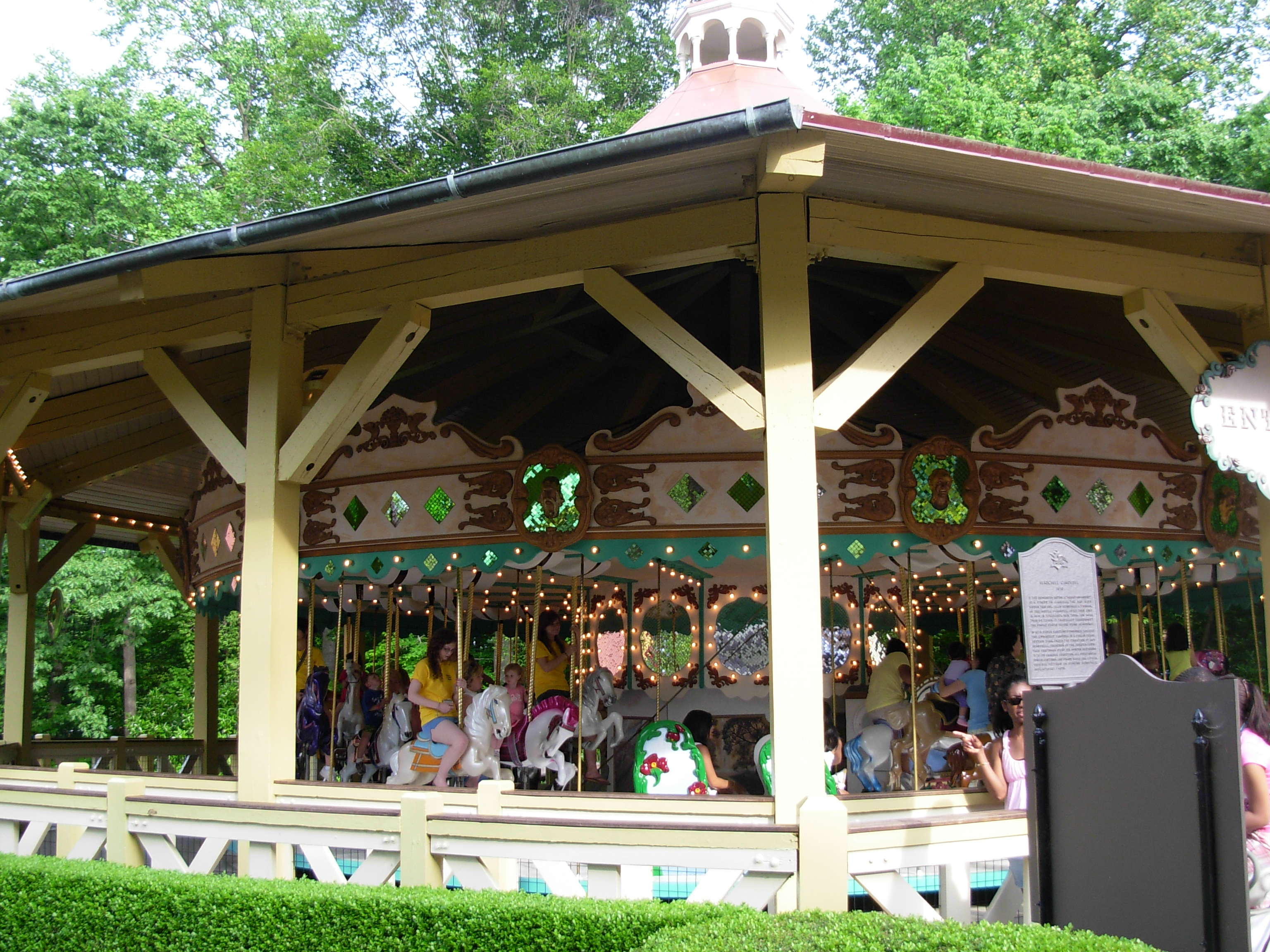
Kinder Karussel
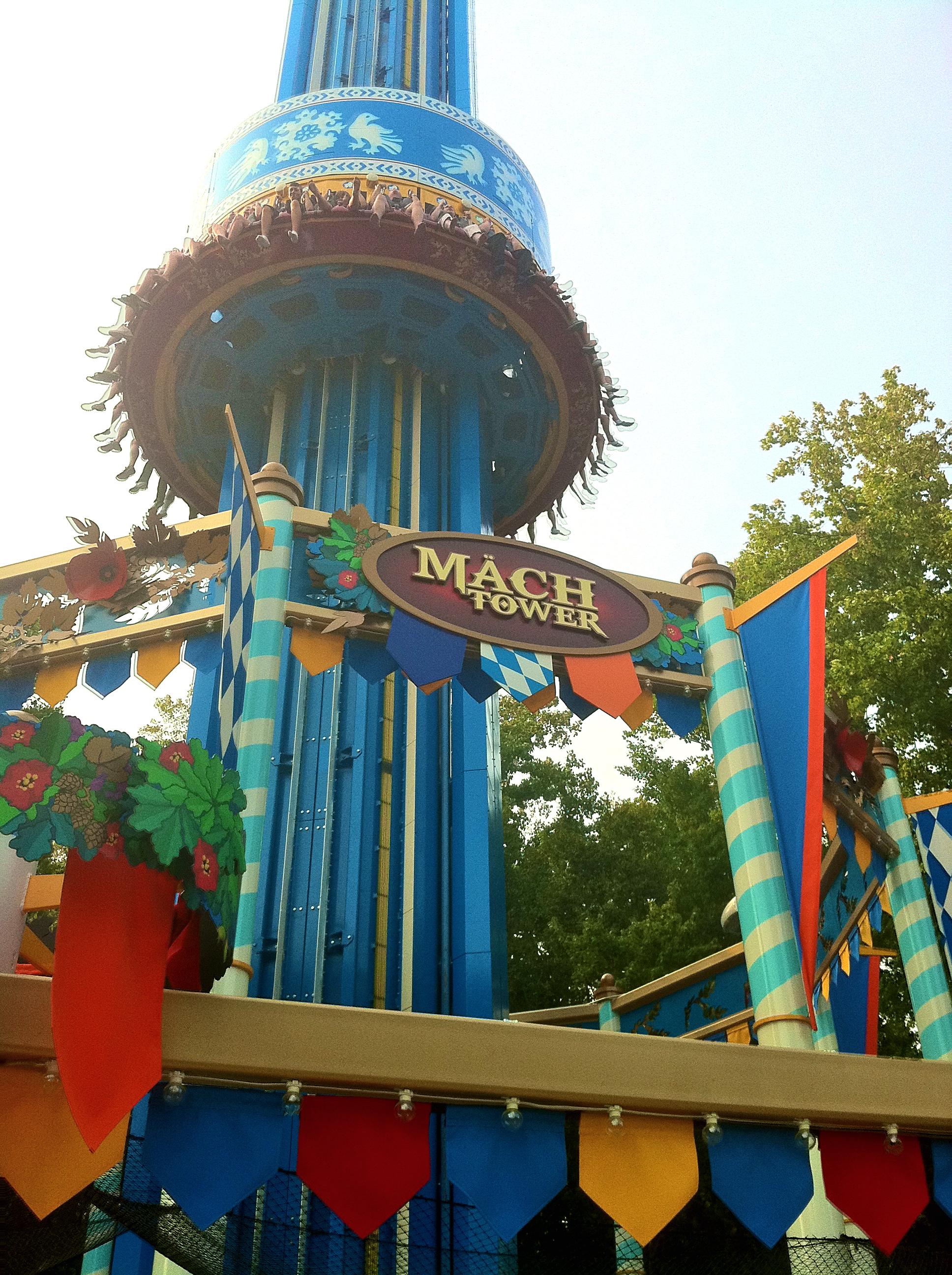
Mäch Tower
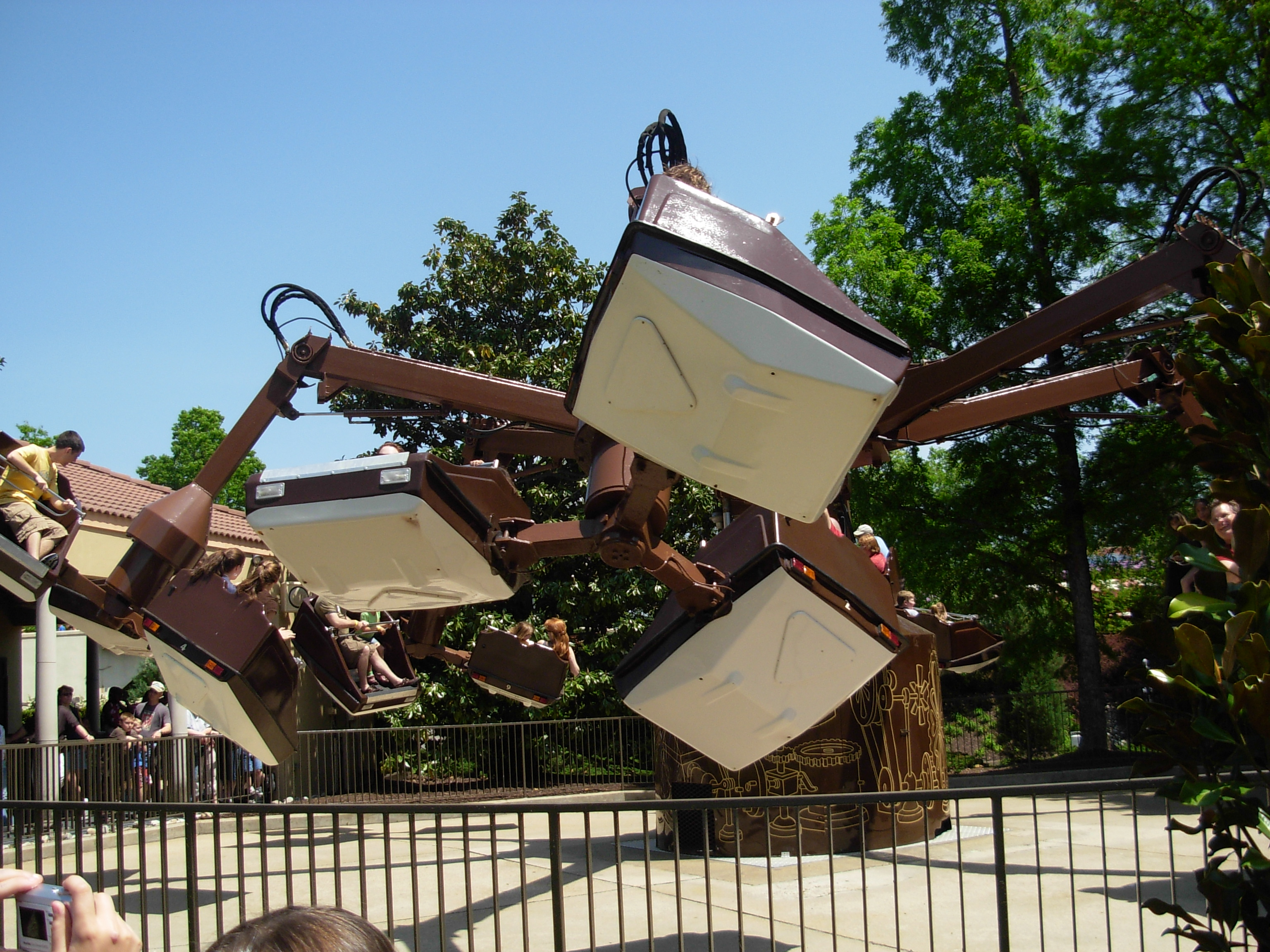
The Flying Machine
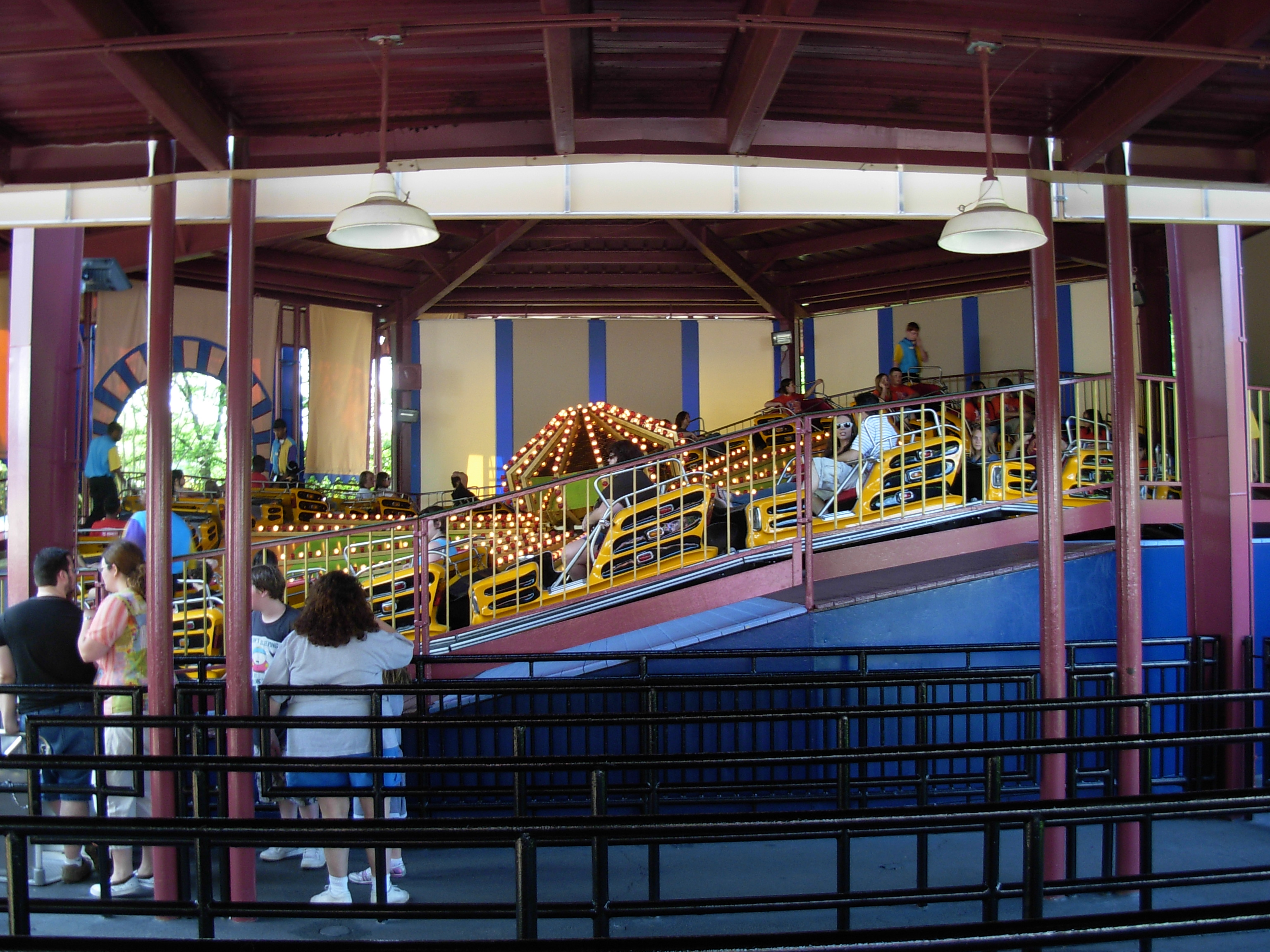
Tradewind
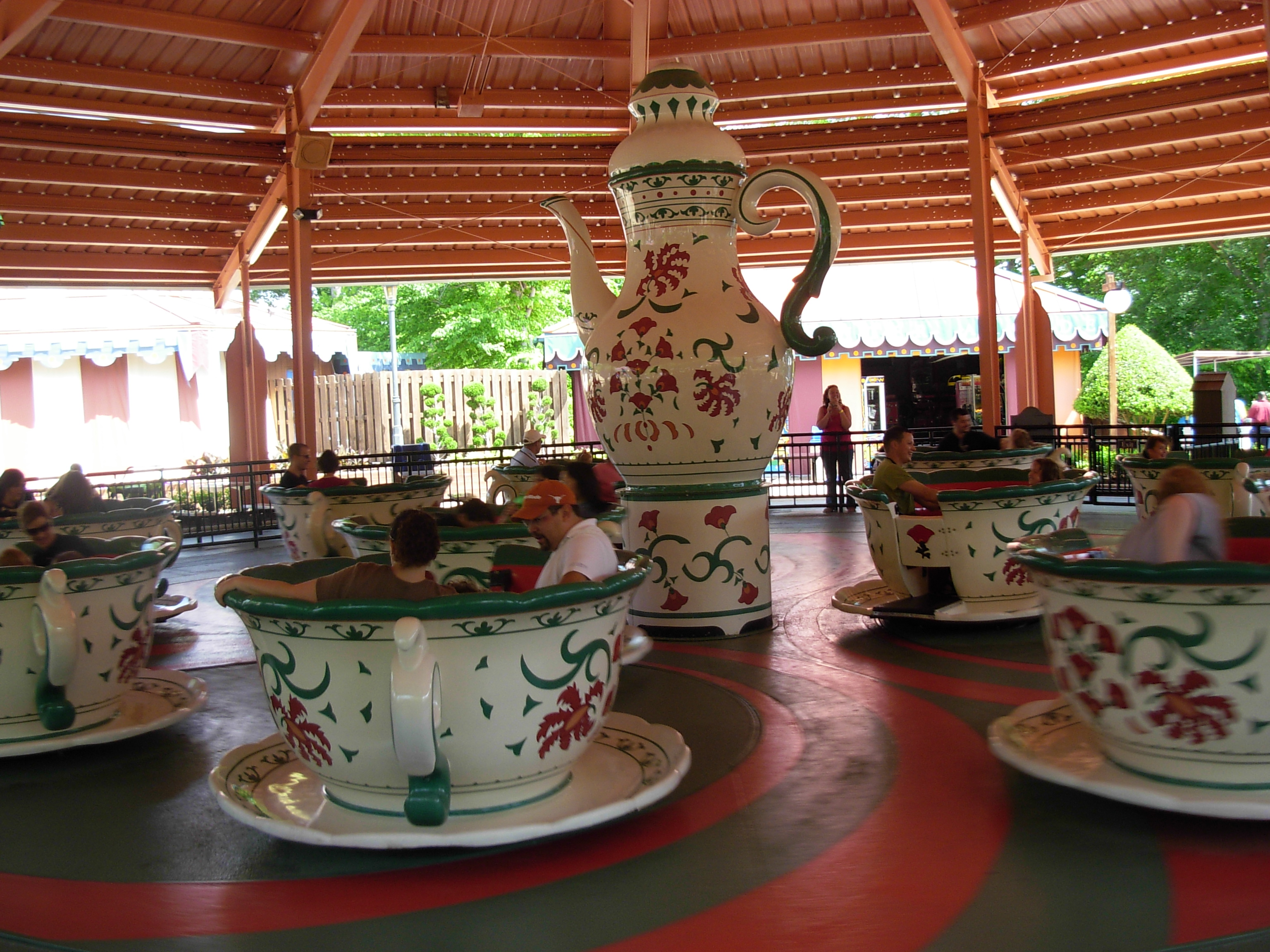
Turkish Delight

## Le parc animalier
Jack Hanna’s Wild Reserve est un espace qui abrite de nombreuses espèces animales.

## Récompenses
Busch Gardens Williamsburg a été élu parc le plus beau pendant 7 années consécutives et Meilleur parc au monde durant 4 années par la National Amusement Park Historical Association.
- Le parc a reçu le Golden Ticket Awards de « Plus beau parc »  quatorze années de suite. En 2006, le parc est nommé pour la meilleure nourriture, les meilleurs spectacles et pour sa propreté. Il remporte le prix des meilleurs paysages[3].

- En 2002, le parc a également reçu un Applause Award de l’IAAPA.

- Le Theme Park Insider Awards du meilleurs parc au monde lui a été attribué en 2006 et 2007. De plus, en 2005, l’attraction Curse of DarKastle été élue Meilleure nouvelle attraction de l’année[4].